# Octanitrocubaan
Octanitrocubaan (molecuulformule: {\displaystyle {\ce {C8N8O16}}} is een explosieve stof met een hoge detonatiesnelhied. Het is daarmee vergelijkbaar met TNT. Het is ongevoelig voor schokken. De stof heeft dezelfde chemische structuur als cubaan, maar de acht waterstofatomen in dat molecuul zijn vervangen door nitrogroepen (NO2).
Als explosief is het minder krachtig dan ooit werd verwacht: de verwachte compacte kristalstructuur kan (nog 2021) niet gerealiseerd worden. Ondanks de iets slechtere zuurstofbalans lijkt heptanitrocubaan een beter explosief te zijn.
Aangenomen wordt dat octanitrocubaan 20–25% meer explieve kracht ontwikkeld dan HMX (octogen). Zowel de omzetting van de vaste staf in de gasvormige reactieproducten (CO2 en N2) als de ringspanning in de koolstof-koolstofbindingen dragen hieraan bij.
Octanitrocubaan heeft een detonatiesnelheid van 10,100 m/s. Dit is de hoogst bekende (2021) explosiesnelheid.
Op laboratoriumschaal zijn kleine hoeveelheden gesynthetiseerd. Dit was echter te weinig om de explosieve aspecten van de stof goed te bestuderen.
Octanitrocubane is voor het eerst in 1999 bereid door Philip Eaton (ook degene die in 1964 als eerste cubaan synthetiseerde) en Mao-Xi Zhang. Dat de stof inderdaad gemaakt was bleek uit de kristallografische gegevens van Richard Gilardi.
De relatieve effectiviteit van octanitrocubaan is 2,38, waarmee het het meest effectieve chemische explosief zou zijn.

## Synthese
Hoewel voorspeld wordt dat octanitrocubaan het meest effectieve chemische explosief zal zijn, verhinderen de problemen bij zijn synthese de practische toepassing daarvan. Philip Eaton's synthese was lastig, omvatte een groot aantal stappen en gebruikte cubaan (ook niet eenvoudig te maken) als uitgangsstof. Het gevolg is dat octanitrocubaan per gram duurder is dan goud. Een voorgestelde syntheseroute is de cyclotetramerizatie van het (nog niet bekende, en vermoedelijk zeer instabiele) dinitroacetylene.